# Arcana Heart 3
Arcana Heart 3 (アルカナハート 3?, Arukana Hāto 3) è un picchiaduro a incontri in 2D sviluppato dalla Examu pubblicato per arcade principalmente in Giappone il 22 dicembre 2009. Si tratta del secondo sequel di Arcana Heart. Il videogioco è stato convertito per PlayStation 3 ed Xbox 360, ed è stato pubblicato per entrambe le console il 13 gennaio 2011.

## Personaggi e doppiatori
- Heart Aino (doppiata da Mikako Takahashi), nome Arcana: Partinias
- Saki Tsuzura (doppiata da Yumi Shimura), nome Arcana: Bhanri
- Kamui Tokinomiya (doppiata da Hiromi Hirata), nome Arcana: Anutpada
- Konoha (doppiata da Mayumi Yoshida), nome Arcana: Moriomoto
- Maori Kasuga (doppiata da Maki Tsuchiya), nome Arcana: Ohstuchi
- Mei-Fang (doppiata da Juri Takita), nome Arcana: Lang-Gong
- Lilica Felchenerow (doppiata da Mayako Nigo), nome Arcana: Tempestas
- Lieselotte Achenbach (doppiata da Yōko Honda), nome Arcana: Gier
- Yoriko Yasuzumi (doppiata da Yui Itsuki), nome Arcana: Dieu Mort
- Kira Daidouji (doppiata da Hiromi Tsunakake), nome Arcana: Niptra
- Fiona Mayfield (doppiata da Maria Yamamoto), nome Arcana: Oreichalkos
- Petra Johanna Lagerkvist (doppiata da Marina Inoue), nome Arcana: Zilrael
- Zenia Valov (doppiata da Kaori Shimizu), nome Arcana: Almacia
- Elsa La Conti (doppiata da Kaya Miyake), nome Arcana: Koshmar
- Clarice Di Lanza (doppiata da Sayaka Ōhara), nome Arcana: Sorwat'
- Catherine Kyohbashi (doppiata da Ai Matayoshi), nome Arcana: Medein
- Dorothy Albright (doppiata da Yū Kobayashi), nome Arcana: Heliogabalus
- Akane Inuwaka (doppiata da Mayumi Shindou), nome Arcana: Phenex
- Nazuna Inuwaka (doppiata da Mai Hashimoto), nome Arcana: Kayatsuhime
- Angelia Avallone (doppiata da Eri Sendai), nome Arcana: Mildred

### Nuovi personaggi
- Weiss (doppiata da Miyuki Sawashiro), nome Arcana: Gottfried
- Eko e Kazu (doppiati da Ayumi Tsuji e Yoshimasa Hosoya), nome Arcana: Saligrama
- Scharlachrot (doppiata da Yuki Matsuoka), nome Arcana: Baldur

### Nuovi personaggi aggiunti in Love Max Six Stars!!!!!!
- Minori Amanohara (doppiata da Yuri Yamaoka), nome arcana: Ichor

### Nuovi personaggi aggiunti in Love Max Six Stars Xtend!!!!!!
- Pistrix (doppiata da Shiori Izawa), nome arcana: Parace L'sia
- Dark Heart (doppiata da Yuki Nagano), nome arcana: Love Prison Geist

### Boss
- Ragnarok (boss finale, non selezionabile)
- Parace L'sia (doppiata da Ryōko Ono) (boss extra modalità Score Attack; boss extra modalità Gold run of Trail nelle successive edizioni)

## Accoglienza
La rivista Play Generation diede alla versione per PlayStation 3 un punteggio di 78/100, apprezzando lo splendido design, l'ottimo impianto di gioco e le numerosissime varianti mentre come contro la modalità Storia forse un po' troppo "debole", finendo per consigliarlo quasi esclusivamente agli appassionati del genere, ai quali però avrebbe offerto un'esperienza di gioco ricca e appagante. La stessa testata lo classificò in seguito come il quarto migliore titolo picchiaduro del 2011.